# Prima Divisione Marche 1940-1941
Fu il quarto livello della XXXVIII edizione del campionato italiano di calcio.
La Prima Divisione (ex Seconda Divisione) fu organizzata e gestita dai Direttori di Zona.
Le finali per la promozione in Serie C erano gestite dal Direttorio Divisioni Superiori (D.D.S.) che aveva sede a Roma.
Il Direttorio IX Zona, avente sede ad Ancona, gestiva in questa stagione le squadre delle Marche.

## Girone unico

### Squadre partecipanti
| Squadra                               | Città (provincia)       | Stagione precedente |
| ------------------------------------- | ----------------------- | ------------------- |
| U.S. Anconitana-Bianchi (B = riserve) | Ancona (AN)             |                     |
| A.S. Cluana                           | Civitanova Marche (MC)  |                     |
| S.S. Enzo Andreanelli                 | Ancona                  |                     |
| A.C. Macerata (B = riserve)           | Macerata                |                     |
| S.S. Pro Italia                       | Porto Sant'Elpidio (AP) |                     |

### Classifica finale
|  | Pos. | Squadra | Pt | G | V | N | P | GF | GS | QR   |
|  | ---- | ------- | -- | - | - | - | - | -- | -- | ---- |
|  | 1.   | ???     | ?? | 8 | . | . | . | .. | .. | ?,?? |
|  | 2.   | ???     | ?? | 8 | . | . | . | .. | .. | ?,?? |
|  | 3.   | Cluana  | ?? | 8 | . | . | . | .. | .. | ?,?? |
|  | 4.   | ???     | ?? | 8 | . | . | . | .. | .. | ?,?? |
|  | 5.   | ???     | ?? | 8 | . | . | . | .. | .. | ?,?? |

Legenda:
      Campione marchigiano di 1ª Divisione.
      Retrocesso in Seconda Divisione.
Regolamento:
Due punti a vittoria, uno a pareggio, zero a sconfitta.
Quoziente reti in caso di pari punti, per qualsiasi posizione di classifica.

## Verdetti finali
- Pro Italia promossa in Serie C, ma rinuncia.[1]